# Hayate Toma
Hayate Toma (當麻 颯 Toma Hayate?, nacido el 21 de abril de 2002 en Osaka) es un futbolista japonés que juega como defensa.
En 2019, Toma se unió al Gamba Osaka de la J1 League.

## Trayectoria

### Clubes
| Club        | País  | Año    |
| ----------- | ----- | ------ |
| Gamba Osaka | Japón | 2019 - |

## Estadística de carrera

### J. League
| Club               | Año   | J. League | J. League | Copa J. League | Copa J. League | Total | Total |
| Club               | Año   | Part.     | Goles     | Part.          | Goles          | Part. | Goles |
| ------------------ | ----- | --------- | --------- | -------------- | -------------- | ----- | ----- |
| Gamba Osaka        | 2019  | 0         | 0         | 0              | 0              | 0     | 0     |
| Gamba Osaka sub-23 | 2019  | 9         | 0         | -              | -              | 9     | 0     |
| Total              | Total | 9         | 0         | 0              | 0              | 9     | 0     |